# Chuck a Luck

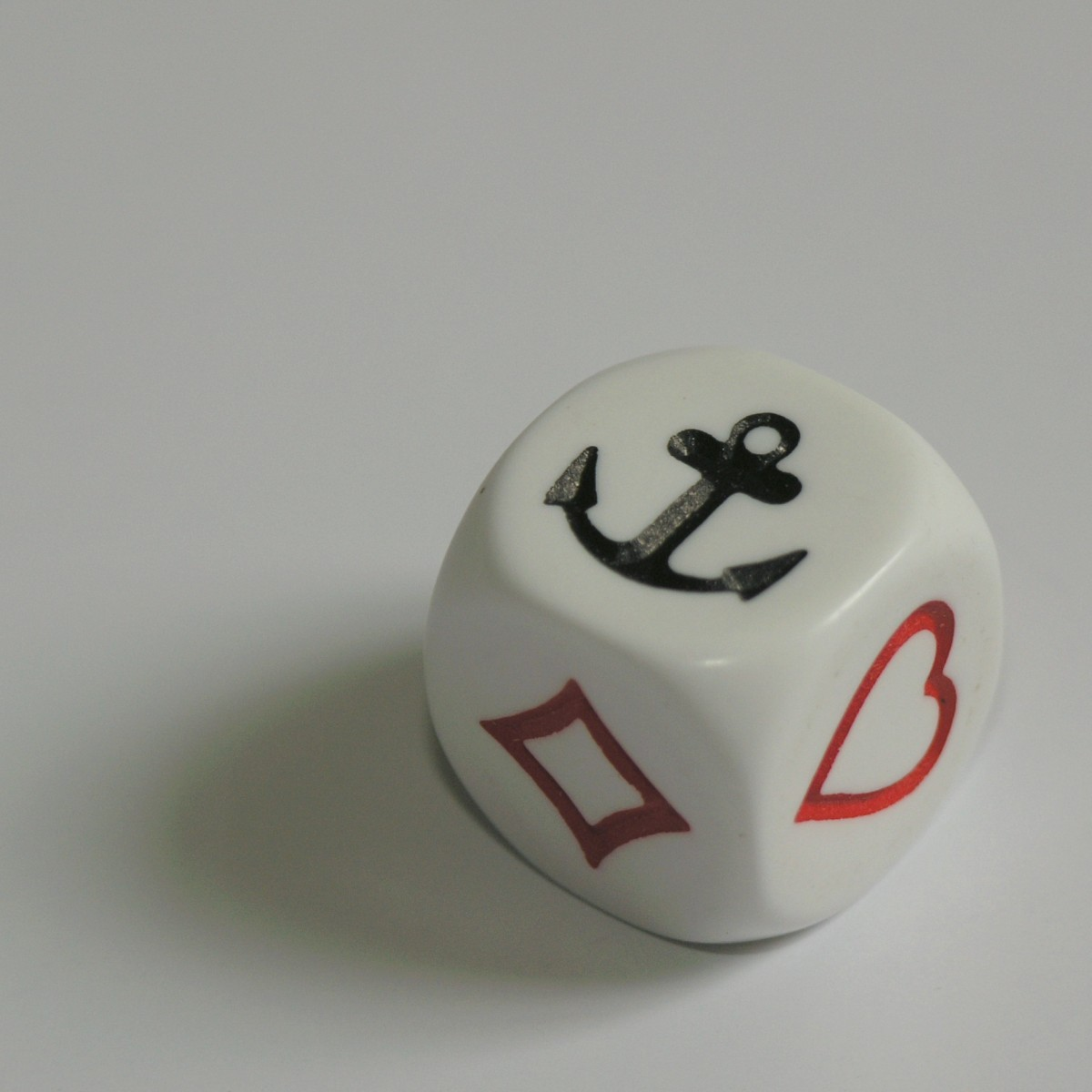
Ein Krone und Anker-Würfel

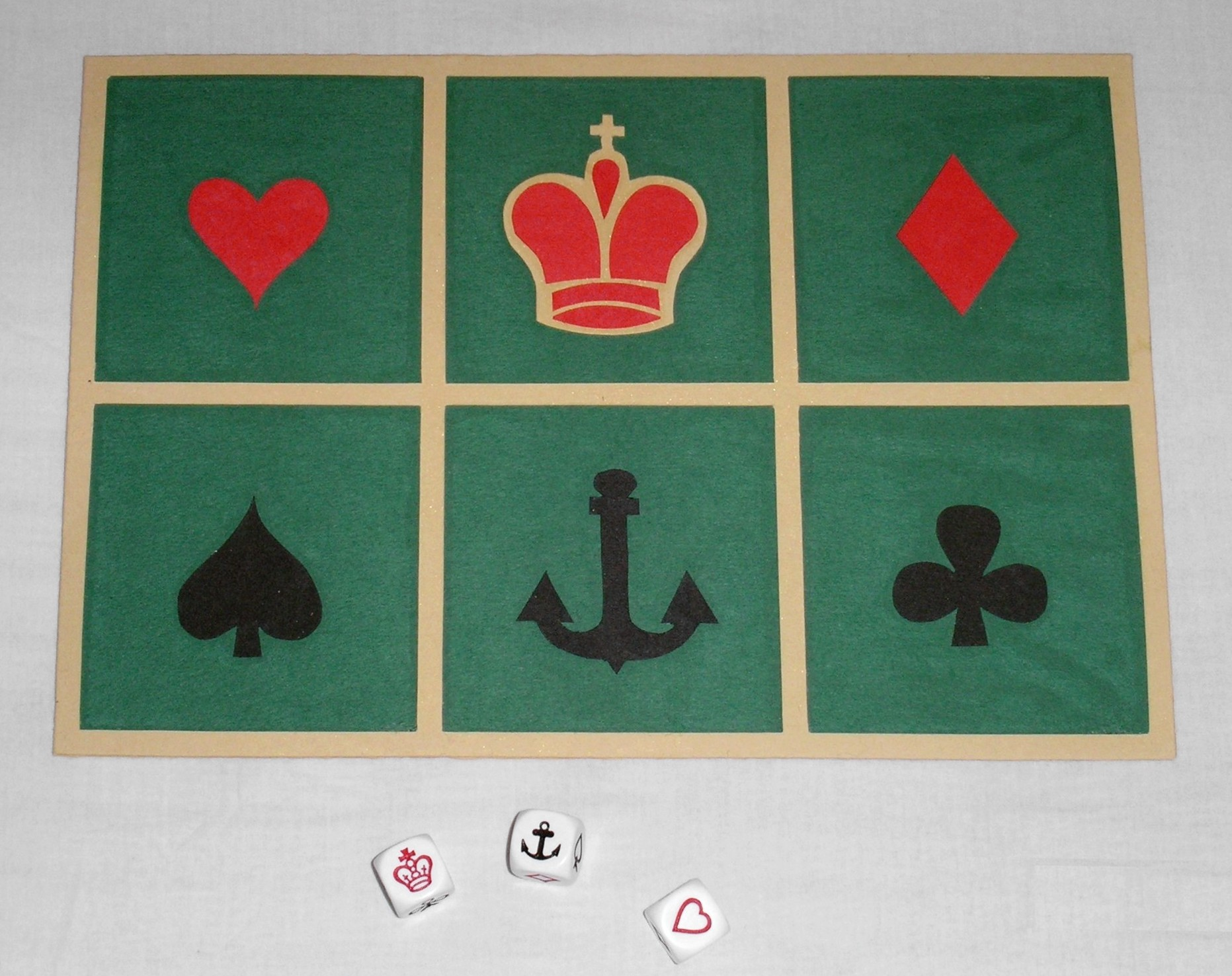
Spielplan für Krone und Anker

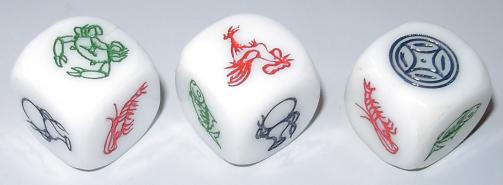
Würfel für Fisch, Garnele, Krebs.

Chuck a Luck (deutsch etwa: „Glückswurf“; auch Chuck Luck, Crown and Anchor oder Grand Hazard) ist ein einfaches Würfel-Glücksspiel mit drei Würfeln. Chuck a Luck wird – da es im Gegensatz zum Hazard mit drei anstelle von nur zwei Würfeln gespielt wird – auch Grand Hazard genannt.
Die Spieler tätigen ihre Einsätze auf einem Tableau mit den Zahlen Eins bis Sechs, dann wirft der Bankhalter drei Würfel.
Zeigt ein Würfel die gesetzte Augenzahl, gewinnt der Spieler einfach; zeigen zwei Würfel die gesetzte Augenzahl, gewinnt der Spieler den doppelten Einsatz; zeigen alle drei Würfel die gesetzte Augenzahl, so gewinnt der Spieler den dreifachen Einsatz; zeigt kein Würfel die gesetzte Augenzahl, so ist der Einsatz verloren. 
Mit Wahrscheinlichkeit 1/216 gewinnt der Spieler den dreifachen Einsatz,

mit Wahrscheinlichkeit 15/216 den zweifachen Einsatz,

mit Wahrscheinlichkeit 75/216 den einfachen Einsatz und 

mit Wahrscheinlichkeit 125/216 verliert er.
Der Bankvorteil beträgt bei diesem Spiel daher 17/216 oder gerundet 7,87 % der Einsätze.
Diese Wette findet sich auch im Casino-Spiel Sic Bo. Manche Spielbanken zahlen im Fall, dass die gesetzte Augenzahl auf allen drei Würfeln aufscheint, einen 12:1-Gewinn; der Bankvorteil reduziert sich so auf 3,7 %. 
Durch Hinzufügen einer weiteren Wettmöglichkeit (Field) entstand das Casino-Spiel Mini Dice, das vor allem in Australien und auf Schiffs-Casinos gespielt wird.
Chuck a Luck wird nicht nur mit Augenwürfeln, sondern auch mit speziell gestalteten Würfeln gespielt und erfreute sich als Seemannsspiel unter dem Namen Crown and Anchor (dt. Krone und Anker) großer Beliebtheit. Die hierbei verwendeten Würfel zeigen die vier Farben Pik, Herz, Karo und Treff sowie eine Krone und einen Anker. In Frankreich und Belgien tritt an die Stelle der Krone eine Sonne, und so ist das Spiel dort als Ancre, Pique et Soleil beziehungsweise flämisch Anker en Zon bekannt.  
Chuck a Luck ist ein für den Spieler sehr nachteiliges Spiel. Vermutlich haben britische Seeleute das Spiel nach China gebracht, um chinesische Spieler möglichst rasch „auszunehmen“. In China werden Würfel mit den Symbolen Fisch, Garnele, Krebs, Blume, Schmetterling und dem Bildnis einer Dame benutzt – an Stelle der drei letzteren Symbole findet man manchmal die Zeichen Hahn, Kürbis und  Münze – dies gab dem Spiel den Namen Fish, prawn, crab (dt. Fisch, Garnele, Krebs) oder chinesisch Hoo Hey How. In Vietnam und Thailand ist dieses Spiel unter dem Namen Bau cua ca cop bekannt.

## Unterschiede zu Mini Dice und Sic Bo
Die Casinospiele Sic Bo und Mini Dice, die aus Chuck a Luck hervorgegangen sind, unterscheiden sich vom ursprünglichen Spiel durch die Hinzufügung weiterer Setzmöglichkeiten und besserer Gewinnquoten, darüber hinaus werden in den Spielbanken stets Augenwürfel verwendet anstelle von Würfeln mit besonderen Symbolen wie etwa Krone, Anker usw.